# Christian Doering (Rugbyspieler)
Christian Doering (* 24. September 1981) ist ein ehemaliger deutscher Spieler der deutschen Rugby-Union-Nationalmannschaft und aktiver C, L2 Schiedsrichter im niedersächsischen Rugby Verband.

## Sportliche Laufbahn
Der Vater von Christian Doering, Peter Doering, ist ein ehemaliger Bundesligaspieler und bis heute im Verein SC Germania List aktiv. Christian begann im Alter von 6 Jahren ebenfalls beim SC Germania List Rugby zu spielen. Bis 1999 / 2000 spielte er in allen Schülermannschaften. Ab 2000 wechselte er in die zweite und anschließend in die erste Mannschaft. Von 2002 bis 2005 war Doering beim Deutschen Rugby Club aktiv. Er bestritt von 2003 bis 2006 diverse Siebener-Turniere als Nationalspieler für Deutschland.
Christian Doering ist Fachreferent Aus- und Weiterbildung im NRV Niedersächsischer Rugby Verband.

### Erfolge
- Deutscher Pokalsieger: 2000; 2003; 2006
- Deutscher Meister: 2005
- Deutscher U19 Meister: 2000
- Deutscher Meister B Jugend: 1995
- A-Länderspiele: 5